# Loxosomella monocera
Loxosomella monocera är en bägardjursart som beskrevs av Iseto 2001. Loxosomella monocera ingår i släktet Loxosomella och familjen Loxosomatidae. Inga underarter finns listade i Catalogue of Life.